# Жайлауов Гані Олжабайович
Жайлауов Гані Олжабайович (7 липня 1984, Аральськ, Кизилординська область, Казахська РСР) — казахський боксер, призер чемпіонату світу серед аматорів.

## Аматорська кар'єра
2008 року Гані Жайлауов вперше став чемпіоном Казахстану. Того ж року став бронзовим призером чемпіонату Азії. На чемпіонаті світу 2009 програв у першому бою Ідель Торрьєнте (Куба).
На чемпіонаті світу 2011 завоював бронзову медаль.
- В 1/32 фіналу переміг Шота Накаяма (Японія) — 18-12
- В 1/16 фіналу переміг Артемса Рамлавса (Латвія) — 19-5
- В 1/8 фіналу переміг Жавхлана Баріадді (Монголія) — 19-15
- У чвертьфіналі переміг Джай Бхагван (Індія) — 11-10
- У півфіналі програв Яснієру Толедо (Куба) — 9-21

На Олімпійських іграх 2012 переміг Сайлома Аді (Таїланд) — 12(+)-12 і Джай Бхагван (Індія) — 16-8, а у чвертьфіналі програв Яснієру Толедо (Куба) — 11-19.